# Selección femenina de fútbol sub-17 de Panamá
La Selección femenina de fútbol  sub-17 de Panamá es el equipo nacional de fútbol que representa a Panamá en torneos y competencias internacionales femeniles juveniles de la categoría. Su organización está a cargo de la Federación Panameña de Fútbol, la cual está afiliada a la Concacaf.

## Historia

### Campeonato Sub-17 CONCACAF
Hizo su debut en dicho torneo en el año 2010, que se desarrolló en Costa Rica y quedó en último lugar de su grupo.
También jugó su segunda edición del Campeonato Femenino Sub-17 de la Concacaf de 2012 realizado en Guatemala en el mismo año y dentro del cual finalizó su participación en Cuarto Lugar siendo su mejor posición en dicho torneo.
Jugó su tercera edición del Campeonato Femenino Sub-17 de la Concacaf de 2022 realizado en República Dominicana en el mismo año y dentro del cual finalizó su participación en los octavos de final.

## Últimos y próximos encuentros
| Fecha                   | Ciudad              | Local          |                           | Partido |                       | Visitante  | Racha | Competición                                       |
| ----------------------- | ------------------- | -------------- | ------------------------- | ------- | --------------------- | ---------- | ----- | ------------------------------------------------- |
| 11 de junio de 2023     | Ciudad de Guatemala | Panamá         | Bandera de Panamá         | 6:1     | Bandera de Nicaragua  | Nicaragua  | Sí    | Torneo Uncaf Sub-16 2023                          |
| 13 de junio de 2023     | Ciudad de Guatemala | Cuba           | Bandera de Cuba           | 3:6     | Bandera de Panamá     | Panamá     | Sí    | Torneo Uncaf Sub-16 2023                          |
| 15 de junio de 2023     | Ciudad de Guatemala | Guatemala      | Bandera de Guatemala      | 1:3     | Bandera de Panamá     | Panamá     | Sí    | Torneo Uncaf Sub-16 2023                          |
| 17 de junio de 2023     | Ciudad de Guatemala | Panamá         | Bandera de Panamá         | 1:5     | Bandera de Costa Rica | Costa Rica | No    | Torneo Uncaf Sub-16 2023                          |
| 25 de agosto de 2023    | Kingston            | Panamá         | Bandera de Panamá         | 1:1     | Bandera de Jamaica    | Jamaica    |       | Clasificatorio al Premundial Sub-17               |
| 27 de agosto de 2023    | Kingston            | Jamaica        | Bandera de Jamaica        | 0:1     | Bandera de Panamá     | Panamá     | Sí    | Clasificatorio al Premundial Sub-17               |
| 2 de febrero de 2024    | Toluca              | Estados Unidos | Bandera de Estados Unidos | 13:0    | Bandera de Panamá     | Panamá     | No    | Campeonato Femenino Sub-17 de la Concacaf de 2024 |
| 4 de febrero de 2024    | Toluca              | Panamá         | Bandera de Panamá         | 1:5     | Bandera de Canadá     | Canadá     | No    | Campeonato Femenino Sub-17 de la Concacaf de 2024 |
| 6 de febrero de 2024    | Toluca              | Puerto Rico    | Bandera de Puerto Rico    | 2:4     | Bandera de Panamá     | Panamá     | Sí    | Campeonato Femenino Sub-17 de la Concacaf de 2024 |
| 6 de noviembre de 2024  | Managua             | El Salvador    | Bandera de El Salvador    | 1:5     | Bandera de Panamá     | Panamá     | Sí    | Torneo Uncaf Sub-16 2024                          |
| 8 de noviembre de 2024  | Managua             | Nicaragua      | Bandera de Nicaragua      | 1:6     | Bandera de Panamá     | Panamá     | Sí    | Torneo Uncaf Sub-16 2024                          |
| 10 de noviembre de 2024 | Managua             | Panamá         | Bandera de Panamá         | 1:0     | Bandera de Belice     | Belice     | Sí    | Torneo Uncaf Sub-16 2024                          |
| 12 de noviembre de 2024 | Managua             | Panamá         | Bandera de Panamá         | :       | Bandera de Costa Rica | Costa Rica | }}    | Torneo Uncaf Sub-16 2024                          |

## Última convocatoria
Lista de jugadoras para disputar los partidos del Clasificatorio al Premundial sub-17 en  Jamaica.
| N.º                  | Nombre             | Posición      | Edad    | Club                 |
| -------------------- | ------------------ | ------------- | ------- | -------------------- |
| 1                    | Elsa Grant         | Portera       | 18 años | Bocas del Toro       |
| 12                   | Nicolette Mas      | Portera       | 18 años | SD Atlético Nacional |
| 21                   | Jimena Albert      | Portera       | 18 años | CD Plaza Amador      |
| 7                    | Yuliana Tejera     | Defensa       | 17 años | San Miguelito        |
| 2                    | Kariana Cuesta     | Defensa       | 17 años | SD Atlético Nacional |
| 3                    | Karolian Cedeño    | Defensa       | 17 años | Chiriquí Occidente   |
| 4                    | Cristabella Ríos   | Defensa       | 17 años | Umecit FC            |
| 16                   | Kimberly Alvarado  | Defensa       | 18 años | Panamá Este          |
| 13                   | Nurialis Romero    | Defensa       | 18 años | Sporting SM          |
| 10                   | Alison Onodera     | Mediocampista | 18 años | Tauro FC             |
| 11                   | Verónica Latorraca | Mediocampista | 17 años | CA Independiente     |
| 19                   | Mia González       | Mediocampista | 18 años | CA Independiente     |
| 8                    | Kayra Pérez        | Mediocampista | 18 años | Sporting SM          |
| 20                   | Yasselis Magallón  | Mediocampista | 18 años | Sporting SM          |
| 6                    | Natalie Setton     | Mediocampista | 17 años | Academia CIEX        |
| 14                   | Lesly Correa       | Mediocampista | 17 años | Academia CIEX        |
| 15                   | Helen Lezcano      | Mediocampista | 17 años | Sporting SM          |
| 18                   | Naikelys Navarro   | Delantera     | 17 años | Alianza FC           |
| 9                    | Analía Arosemena   | Delantera     | 18 años | Tauro FC             |
| 17                   | Jozuanys Santos    | Delantera     | 17 años | San Miguelito        |
| Bandera de Argentina | Víctor Suárez      | Entrenador    | 45 años |                      |

## Estadísticas

### Copa Mundial Sub-17
| Año   | Ronda        | PJ           | G            | E            | P            | GF           | GC           | Goleadora    |              |
| ----- | ------------ | ------------ | ------------ | ------------ | ------------ | ------------ | ------------ | ------------ | ------------ |
| 2008  | No participó | No participó | No participó | No participó | No participó | No participó | No participó | No participó | No participó |
| 2010  | No clasificó | No clasificó | No clasificó | No clasificó | No clasificó | No clasificó | No clasificó | No clasificó | No clasificó |
| 2012  | No clasificó | No clasificó | No clasificó | No clasificó | No clasificó | No clasificó | No clasificó | No clasificó | No clasificó |
| 2014  | No clasificó | No clasificó | No clasificó | No clasificó | No clasificó | No clasificó | No clasificó | No clasificó | No clasificó |
| 2016  | No participó | No participó | No participó | No participó | No participó | No participó | No participó | No participó | No participó |
| 2018  | No clasificó | No clasificó | No clasificó | No clasificó | No clasificó | No clasificó | No clasificó | No clasificó | No clasificó |
| 2022  | No clasificó | No clasificó | No clasificó | No clasificó | No clasificó | No clasificó | No clasificó | No clasificó | No clasificó |
| 2024  | No clasificó | No clasificó | No clasificó | No clasificó | No clasificó | No clasificó | No clasificó | No clasificó | No clasificó |
| 2025  | No clasificó | No clasificó | No clasificó | No clasificó | No clasificó | No clasificó | No clasificó | No clasificó | No clasificó |
| 2026  | Por Definir  | Por Definir  | Por Definir  | Por Definir  | Por Definir  | Por Definir  | Por Definir  | Por Definir  | Por Definir  |
| 2027  | Por Definir  | Por Definir  | Por Definir  | Por Definir  | Por Definir  | Por Definir  | Por Definir  | Por Definir  | Por Definir  |
| 2028  | Por Definir  | Por Definir  | Por Definir  | Por Definir  | Por Definir  | Por Definir  | Por Definir  | Por Definir  | Por Definir  |
| 2029  | Por Definir  | Por Definir  | Por Definir  | Por Definir  | Por Definir  | Por Definir  | Por Definir  | Por Definir  | Por Definir  |
| Total | 0/9          | 0            | 0            | 0            | 0            | 0            | 0            |              |              |

### Campeonato Femenino Sub-17 de la Concacaf
| Año   | Ronda            | PJ             | G              | E              | P              | GF             | GC             |              |
| ----- | ---------------- | -------------- | -------------- | -------------- | -------------- | -------------- | -------------- | ------------ |
| 2008  | No participó     | No participó   | No participó   | No participó   | No participó   | No participó   | No participó   | No participó |
| 2010  | Primera fase     | 3              | 0              | 0              | 3              | 1              | 10             |              |
| 2012  | Cuarto lugar     | 3              | 1              | 1              | 1              | 8              | 15             |              |
| 2013  | No clasificó     | No clasificó   | No clasificó   | No clasificó   | No clasificó   | No clasificó   | No clasificó   | No clasificó |
| 2016  | No participó     | No participó   | No participó   | No participó   | No participó   | No participó   | No participó   | No participó |
| 2018  | No clasificó     | No clasificó   | No clasificó   | No clasificó   | No clasificó   | No clasificó   | No clasificó   | No clasificó |
| 2022  | Octavos de final | 4              | 2              | 0              | 2              | 7              | 10             |              |
| 2024  | Primera fase     | 3              | 1              | 0              | 2              | 20             | 5              |              |
| 2025  | Por disputarse   | Por disputarse | Por disputarse | Por disputarse | Por disputarse | Por disputarse | Por disputarse |              |
| Total | 4/7              | 13             | 4              | 2              | 8              | 36             | 40             |              |

### Torneo Uncaf Sub-16
| Año   | Ronda        | PJ | G | E | P | GF | GC |
| ----- | ------------ | -- | - | - | - | -- | -- |
| 2019  | Primera Fase | 3  | 1 | 0 | 2 | 11 | 8  |
| 2023  | Subcampeona  | 4  | 3 | 0 | 1 | 16 | 10 |
| Total | 2/2          | 7  | 4 | 0 | 3 | 27 | 18 |

## Entrenadores
| Nombre             | Periodo       | País                 |
| ------------------ | ------------- | -------------------- |
| Ezequiel Fernández | 2010          | Bandera de Panamá    |
| Luis Tejada        | 2011-2012     | Bandera de Panamá    |
| Víctor Suárez      | 2017-2019     | Bandera de Argentina |
| Raiza Gutiérrez    | 2019-2021     | Bandera de Panamá    |
| Tania Camposortega | 2019-2022     | Bandera de México    |
| Raiza Gutiérrez    | 2022          | Bandera de Panamá    |
| Víctor Suárez      | 2023-2024     | Bandera de Argentina |
| Raiza Gutiérrez    | 2024-presente | Bandera de Panamá    |

### Cuerpo técnico
| Cuerpo Técnico     | Cuerpo Técnico           | Cuerpo Técnico          | Cuerpo Técnico              |
| ------------------ | ------------------------ | ----------------------- | --------------------------- |
| Entrenador:        | Raiza Gutiérrez          | Asistente técnico:      | Liz Gastelo                 |
| Preparador físico: | Gustavo Avendaño         | Preparador de arqueras: | Carlos Wayro                |
| Médico:            | Julio Portugal           | Psicóloga:              | Rosa Mon                    |
| Fisioterapeuta:    | Brenda Pérez Kristel Loo | Utileras:               | Lidia Linares Julia Navarro |